# Avize
Avize é uma comuna francesa na região administrativa do Grande Leste, no departamento de Marne. Estende-se por uma área de 7.62 km², e possui 1.752 habitantes, segundo o censo de 2018, com uma densidade de 230 hab/km².